# Тюльков, Борис Васильевич
Бори́с Васи́льевич Тюлько́в (2 марта 1936, Красноярский край — 24 октября 2014, Омск) — советский и российский писатель и журналист; государственный деятель, полномочный представитель Президента Российской Федерации в Омской области (1994—1996).

## Биография
В 1961 г. окончил филологический факультет Омского педагогического института по специальности «преподаватель русского языка и литературы», после чего преподавал в омской средней школе № 38.
В 1958—1992 гг. работал в Омском областном комитете по телевидению и радиовещанию: корреспондентом, комментатором, редактором новостей, литературной и молодёжной редакций; главным редактором, заместителем председателя Телерадиокомитета.
В 1990—1993 гг. — депутат Омского областного Совета народных депутатов. Возглавлял омскую организацию партии «Демократическая Россия».
С 17 февраля 1994 по 9 марта 1996 г. — Полномочный представитель Президента Российской Федерации в Омской области. В 1996 году вышел на пенсию.
Член Союза журналистов России (1961) и Союза российских писателей (2007).
Похоронен в посёлке Береговом.

### Семья
Отец отчима — Николай Кириллович Антипов (1894—1938), заместитель председателя Совнаркома СССР (1935—1937), председатель Комиссии советского контроля; расстрелян 29.07.1938 г. Реабилитирован 30.06.1956 г. ВКВС СССР.
Жена;
- дочь.

## Творчество
Печатался с 1951 года (стихи в газете «Бийский рабочий»).
Выпустил несколько документальных, стихотворных и юмористических книг:
- Тюльков Б. В. Преданный. Повесть-исследование / [Предисл. В. Физикова]. — Омск : Изд-во ОмГПУ, 2001. — 142 с.
- Тюльков Б. В. Жорку убивали в субботу : [История мальчика-чалдона]. — Омск : Изд-во ОмГПУ, 2001. — 186 с.
- Тюльков Б. В. Апрельский ангел : [Сб.]. — Омск : Изд-во ОмГПУ, 2002. — 142 с. (Содерж.: Парнас на улице Толстого; Рассказ о двух ветеранах; Такая работа; Петр Карлов и другие; Кузя; Мать Анна; Воспоминание о Беркуте; Пишут омичи; Юра; О директоре, велосипеде и ожидании перемен и др. произведения)
- Тюльков Б. В. Эпизоды. — Омск : Изд-во ОмГПУ, 2003. — 239 c.
- «Перед завтра» (Омск, 2005)
- Тюльков Б. В. Нянькин, Гулькин и другие : святочная драмокомедия в 3 актах с традиционным посещением буфета. — Омск : Изд-во ОмГПУ, 2008. — 159 с.

Автор радиопрограмм «С утра пораньше», «На репортёрских тропах», «Неделя, день за днём» (Омское радио).

## Награды и признание
- медаль «Защитнику свободной России» (7 февраля 1995) — за заслуги перед государством, успехи, достигнутые в труде, науке, культуре, искусстве, большой вклад в укрепление дружбы и сотрудничества между народами
- знак «Отличник телевидения и радио».